# Ksi Pegasi
Ksi Pegasi (ξ Peg / ξ Pegasi / 46 Pegasi) és un estel binari en la Constel·lació del Pegàs de magnitud aparent +4,20. S'hi troba a 53 anys llum del sistema solar i és membre del grup de Wolf 630.

## Component principal
La component principal del sistema, Ksi Pegasi A (LHS 3851 / GJ 872 A), és una nana groga de tipus espectral F7V més calenta i lluminosa que el Sol. Té una temperatura superficial de 6.167 ± 36 K i una lluminositat 4,7 vegades major que la lluminositat solar. Més massiva que el Sol, amb una massa entre 1,2 i 1,3 masses solars, Ksi Pegasi A sembla ser en realitat una estrella subgegant d'uns 5.000 milions d'anys. La mesura precisa del seu diàmetre angular amb l'interferòmetre CHARA —1,091 ± 0,008 mil·lisegons d'arc— permet avaluar el seu diàmetre, resultant ser aquest un 91% més gran que el radi solar. No s'ha detectat excés en la radiació infraroja emesa ni a 24 ni a 70 μm, cosa que sembla descartar la presència d'una quantitat significativa de partícules de pols al voltant de l'estel. Les seves característiques són similars a les de ι Piscium o Asellus Primus (θ Bootis), ambdues també a una distància semblant de la Terra.
Ksi Pegasi presenta un contingut metàl·lic inferior al solar. La seva abundància relativa de ferro ([Fe/H] = -0,26) és aproximadament la meitat que en el Sol, però elements com a neodimi, manganès i coure són encara més deficitaris; el contingut relatiu d'aquest últim metall equival a una cinquena part de l'existent en el Sol. Per contra, la seva abundància en liti és significativament superior a la solar.
La seva relativa proximitat així com les seves característiques físiques han fet que Ksi Pegasi haja estat seleccionada pel projecte Terrestrial Planet Finder (TPF) per a la cerca de possibles planetes terrestres orbitant al voltant d'ella.

## Component secundària
Ksi Pegasi B (LHS 3852 / GJ 872 B) és una nana roja de tipus espectral M1 i magnitud +11,7. Té una massa igual al 41% de la massa solar. Visualment a uns 11 segons d'arc de la primària, la distància real entre les dues components és d'almenys 180 ua.